# Алта (Флорида)
Алта (англ. Altha) — місто (англ. town) в США, в окрузі Калгун штату Флорида. Населення — 496 осіб (2020).

## Географія
Алта розташована за координатами 30°34′24″ пн. ш. 85°7′34″ зх. д. / 30.57333° пн. ш. 85.12611° зх. д. (30.573350, -85.126082).  За даними Бюро перепису населення США в 2010 році місто мало площу 3,87 км², з яких 3,78 км² — суходіл та 0,08 км² — водойми.

## Демографія
Згідно з переписом 2010 року, у місті мешкало 536 осіб у 219 домогосподарствах у складі 151 родини. Густота населення становила 139 осіб/км².  Було 253 помешкання (65/км²).
Расовий склад населення:
| - 95,1 % — білих - 1,3 % — чорних або афроамериканців - 0,2 % — азіатів - 1,3 % — осіб інших рас |

До двох чи більше рас належало 2,1 %. Частка іспаномовних становила 4,9 % від усіх жителів.
За віковим діапазоном населення розподілялося таким чином: 22,9 % — особи молодші 18 років, 61,6 % — особи у віці 18—64 років, 15,5 % — особи у віці 65 років та старші. Медіана віку мешканця становила 37,6 року. На 100 осіб жіночої статі у місті припадало 87,4 чоловіків;  на 100 жінок у віці від 18 років та старших — 90,3 чоловіків також старших 18 років.
Середній дохід на одне домашнє господарство  становив 42 727 доларів США (медіана — 38 859), а середній дохід на одну сім'ю — 47 879 доларів (медіана — 43 750). За межею бідності перебувало 30,3 % осіб, у тому числі 48,9 % дітей у віці до 18 років та 21,1 % осіб у віці 65 років та старших.
Цивільне працевлаштоване населення становило 243 особи. Основні галузі зайнятості: освіта, охорона здоров'я та соціальна допомога — 34,6 %, роздрібна торгівля — 18,9 %, виробництво — 11,5 %, публічна адміністрація — 9,9 %.